# 夸莱

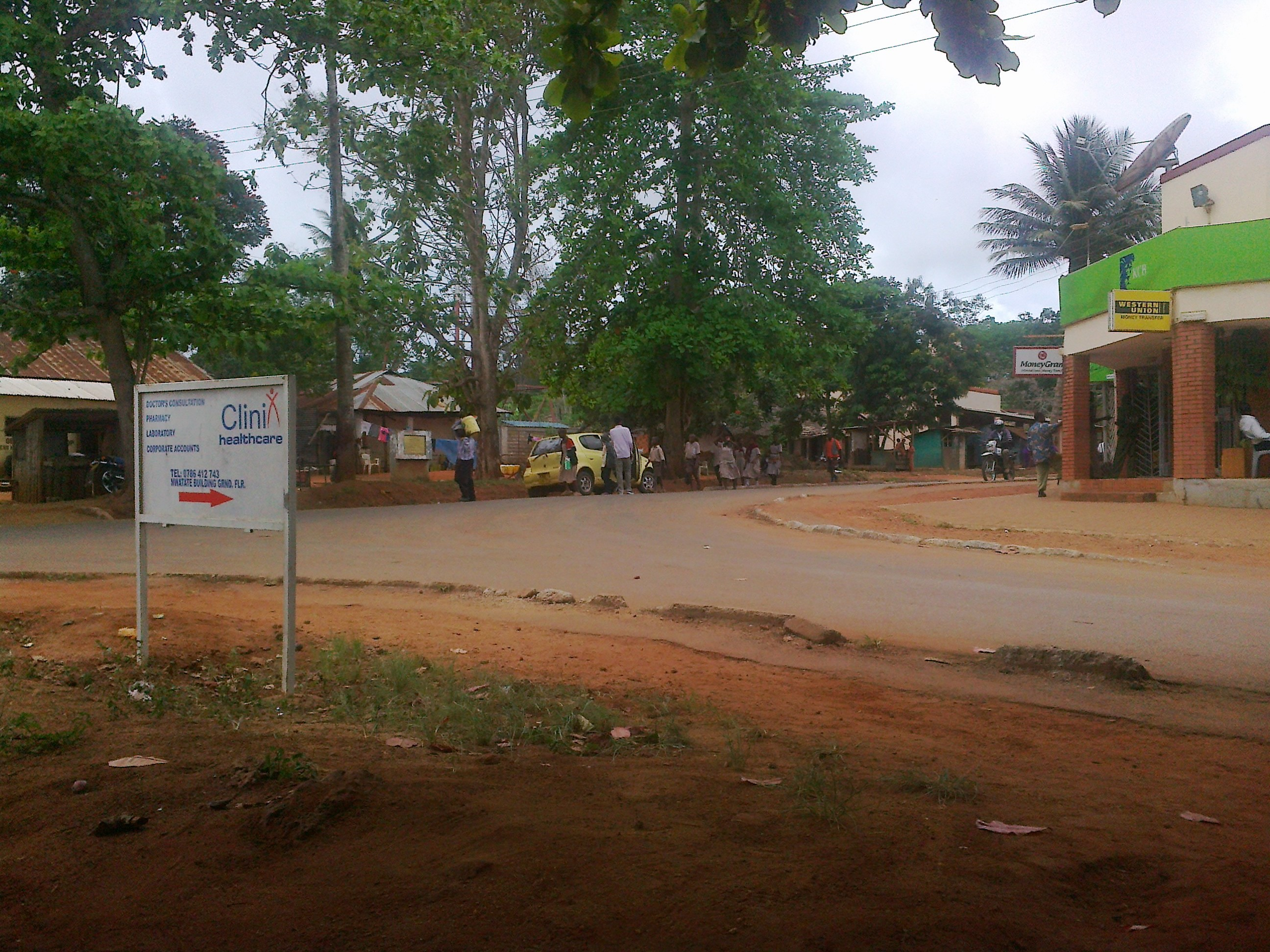
夸莱

夸莱（Kwale），是肯尼亞的城鎮，位於該國南部，由濱海省負責管轄，是夸莱郡的首府，處於蒙巴薩西南面30公里，主要農產品有橙、木瓜、芒果、椰子、蔬菜和穀物， 據2019年人口普查，總人口為10,063人。該區地勢較高，附近是大象保護區域。
4°10′28″S 39°27′37″E / 4.17444°S 39.46028°E